# 三姓副都統

三姓副都统辖区在吉林将军辖区的位置（1820年）

三姓副都统是清朝在今黑龙江省依兰县设立的正二品副都统官职。隶属吉林将军。

## 历史
康熙五十三年（1714年），于三姓地区设协领一员，佐领、骁骑校各四员。
雍正十年（1732年）设立三姓副都统衙门。
宣统元年（1908年）裁撤。